# Waterford Football Club 1966-1967
Questa voce raccoglie le informazioni riguardanti il Waterford nelle competizioni ufficiali della stagione 1966-1967.

## Stagione
Dopo aver esordito nelle competizioni europee subendo dodici reti nel primo turno di Coppa dei Campioni, il Waterford non riuscì a difendere il proprio titolo nazionale concludendo il campionato lontano dalle zone di vertice.

## Rosa
| N. |                    | Ruolo | Calciatore      |
| -- | ------------------ | ----- | --------------- |
| -  | Irlanda (bandiera) | P     | Tommy Taylor    |
| -  | Irlanda (bandiera) | P     | Peter Thomas    |
| -  | Irlanda (bandiera) | D     | Noel Griffin    |
| -  | Irlanda (bandiera) | D     | Paul Morrissey  |
| -  | Irlanda (bandiera) | D     | Richard Ryan    |
| -  | Irlanda (bandiera) | D     | Vincent Maguire |
| -  | Irlanda (bandiera) | D     | Harold Hale     |

| N. |                             | Ruolo | Calciatore      |
| -- | --------------------------- | ----- | --------------- |
| -  | Irlanda (bandiera)          | C     | Seamus Coad     |
| -  | Irlanda (bandiera)          | C     | Michael Lynch   |
| -  | Irlanda (bandiera)          | C     | John O'Neill    |
| -  | Irlanda del Nord (bandiera) | C     | Jimmy McGeough  |
| -  | Irlanda (bandiera)          | C     | Alexander Casey |
| -  | Irlanda (bandiera)          | A     | John Matthews   |
| -  | Irlanda (bandiera)          | A     | Alfie Hale      |

## Statistiche

### Statistiche di squadra
| Competizione       | Punti | Totale | Totale | Totale | Totale | Totale | Totale | DR  |
| Competizione       | Punti | G      | V      | N      | P      | Gf     | Gs     | DR  |
| ------------------ | ----- | ------ | ------ | ------ | ------ | ------ | ------ | --- |
| League of Ireland  | 23    | 22     | 11     | 1      | 10     | 53     | 48     | +5  |
| Coppa dei Campioni | -     | 2      | 0      | 0      | 2      | 1      | 12     | -11 |
| Totale             | -     | -      | -      | -      | -      | -      | -      |     |